# Lijst van beschermd erfgoed in Welkenraedt
Onderstaande tabel geeft een overzicht van de beschermde erfgoederen in de gemeente Welkenraedt. Het beschermd erfgoed maakt deel uit van het cultureel erfgoed in België.
| Object | Bouwjaar/architect | Deelgemeente    | Adres                          | Coördinaten                   | Nummer?                | Afbeelding |
| --- | ------------------ | --------------- | ------------------------------ | ----------------------------- | ---------------------- | --- |
| Ensemble van de votiefkapel "Croix de Pierre" te "Trinité" en de drie olmen                                          |                    |                 | Chaussée de Liège              | 50° 40' 25" NB, 5° 54' 38" OL | 63084-CLT-0002-01 Info | Ensemble van de votiefkapel "Croix de Pierre" te "Trinité" en de drie olmen                                          |
| Sint-Joriskerk |                    | Hendrik-Kapelle |                                | 50° 40' 35" NB, 5° 55' 55" OL | 63084-CLT-0003-01 Info | Sint-Joriskerk |
| Kapel Saint-Roch: gevels en daken                                                                                    |                    |                 | rue de Verviers                | 50° 40' 5" NB, 5° 55' 11" OL  | 63084-CLT-0004-01 Info | Kapel Saint-Roch: gevels en daken                                                                                    |
| Huis: oude kwartiermeester (gevels, puntgevels en daken), keermuren, trappen en bestrating van het zuidelijke terras |                    |                 | chaussée de Liège n° 59        | 50° 39' 52" NB, 5° 54' 15" OL | 63084-CLT-0005-01 Info | Huis: oude kwartiermeester (gevels, puntgevels en daken), keermuren, trappen en bestrating van het zuidelijke terras |
| Huis: gevels en daken                                                                                                |                    |                 | place des combattants n° 21    | 50° 39' 40" NB, 5° 58' 20" OL | 63084-CLT-0006-01 Info | Huis: gevels en daken                                                                                                |
| Bos van Hees (deels)                                                                                                 |                    |                 |                                | 50° 41' 23" NB, 5° 56' 5" OL  | 63084-CLT-0007-01 Info | Bos van Hees (deels)                                                                                                 |
| Kasteel Baelen |                    | Hendrik-Kapelle | rue du Château de Ruyff, n° 68 | 50° 40' 24" NB, 5° 57' 19" OL | 63084-CLT-0009-01 Info | Kasteel Baelen |
| Openbare ijzeren pomp                                                                                                |                    |                 | n° 48 en 50                    | 50° 40' 37" NB, 5° 55' 43" OL | 63084-CLT-0010-01 Info | Openbare ijzeren pomp                                                                                                |
| Kasteel Ruyf |                    | Hendrik-Kapelle | rue Saint-Vincent n°71         | 50° 40' 27" NB, 5° 57' 3" OL  | 63084-CLT-0013-01 Info | Kasteel Ruyf |
| Gietijzeren pomp uit de 19e en 20e eeuw                                                                              |                    |                 | rue Nishaye, voor n° 30        | 50° 40' 36" NB, 5° 56' 1" OL  | 63084-CLT-0014-01 Info | Gietijzeren pomp uit de 19e en 20e eeuw                                                                              |
| Pomp |                    |                 | rue Nishaye n° 42              | 50° 40' 35" NB, 5° 56' 3" OL  | 63084-CLT-0015-01 Info | Pomp |